# Meurs en hurlant, Marianne
Meurs en hurlant, Marianne est un film d'horreur britannique réalisé par Pete Walker, sorti en 1971.

## Synopsis
Marianne, riche héritière, vient de s'enfuir d'un local où elle travaillait comme danseuse déshabillée... Elle est recueillie par un jeune aventurier anglais qui l'emmène à Londres et lui propose de se marier. À cause d'une erreur de l'homme de loi, elle se retrouve mariée avec le témoin ! De son côté, le père de la jeune fille veut absolument retrouver Marianne qui détient le code secret d'un coffre bancaire en Suisse, renfermant des documents compromettants et une immense fortune...

## Fiche technique
- Titre original : Die Screaming, Marianne
- Titre en français : Meurs en hurlant, Marianne
- Réalisation : Pete Walker
- Scénario : Murray Smith
- Production : Pete Walker Film Productions
- Montage : Tristam Cones
- Musique : Cyril Ornadel
- Pays d'origine :  Royaume-Uni
- Format : couleur
- Durée : 99 minutes
- Genre : Horreur
- Date de sortie : 13 août 1971

## Distribution
- Susan George : Marianne
- Barry Evans : Eli Frome
- Christopher Sandford : Sebastian
- Judy Huxtable : Hildegarde
- Leo Genn : le juge
- Anthony Sharp : le greffier
- Paul Stassino : le détective de police portugais